# 主席宮殿
主席宮殿（しゅせききゅうでん、ベトナム語: Phủ chủ tịch）は、ベトナム社会主義共和国主席の官邸。首都ハノイにある。

## 歴史
1906年、フランス領インドシナ総督の官邸として建てられた純粋なヨーロッパスタイルの建築である。フランス建築だが階段や柱の装飾にイタリア・ルネサンス建築の要素が見られる。1階は使用人用で半地下となっており、2階は玄関、ホール、オフィス、3階は総督の住居だった。
第二次世界大戦後にベトナムが独立すると総督官邸は国家主席宮殿となった。1969年に死去するまで国家主席を務めたホー・チ・ミンは宮殿内の居住スペースへの入居を拒否して敷地内にある使用人用住宅に居住し、来賓と面会する時だけ宮殿に入った。
敷地は14haの広さがありマンゴーの木が植えられている。南寄りに池があり錦鯉が飼われている。宮殿は非公開だが入場料を払えば敷地内に入ることができる。近所にはホー・チ・ミン廟や国会議事堂が立地している。

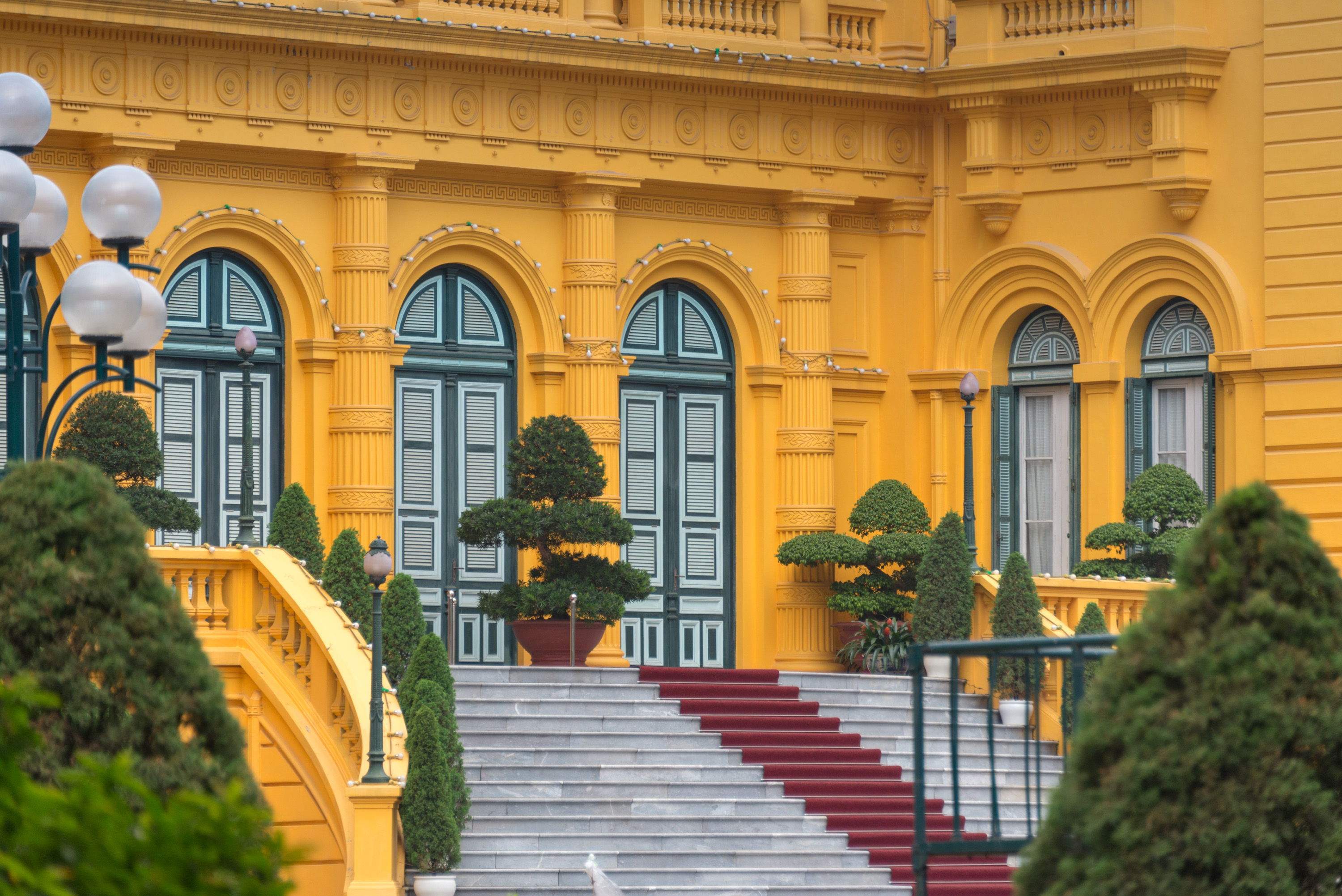
入口の階段
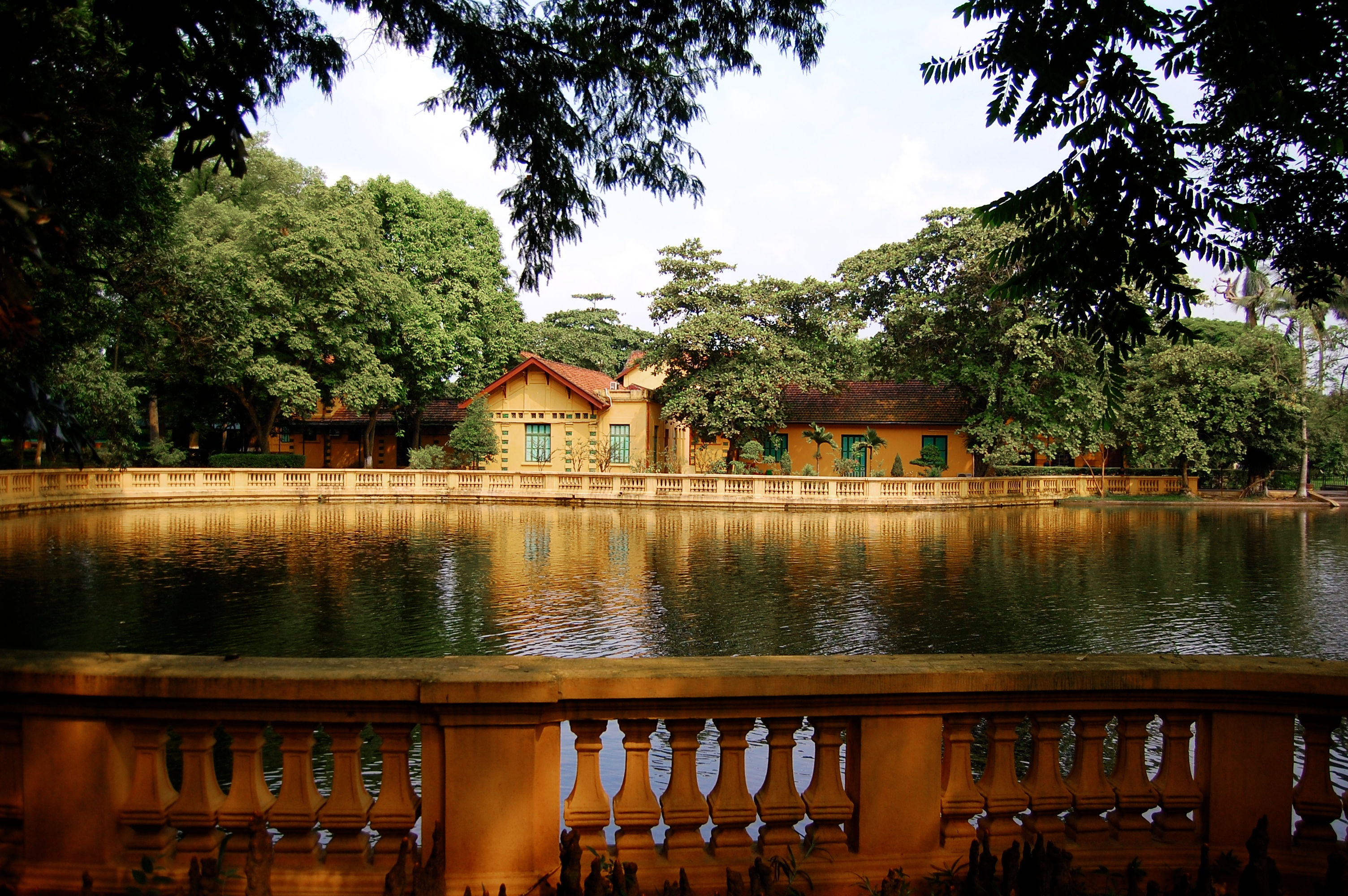
池
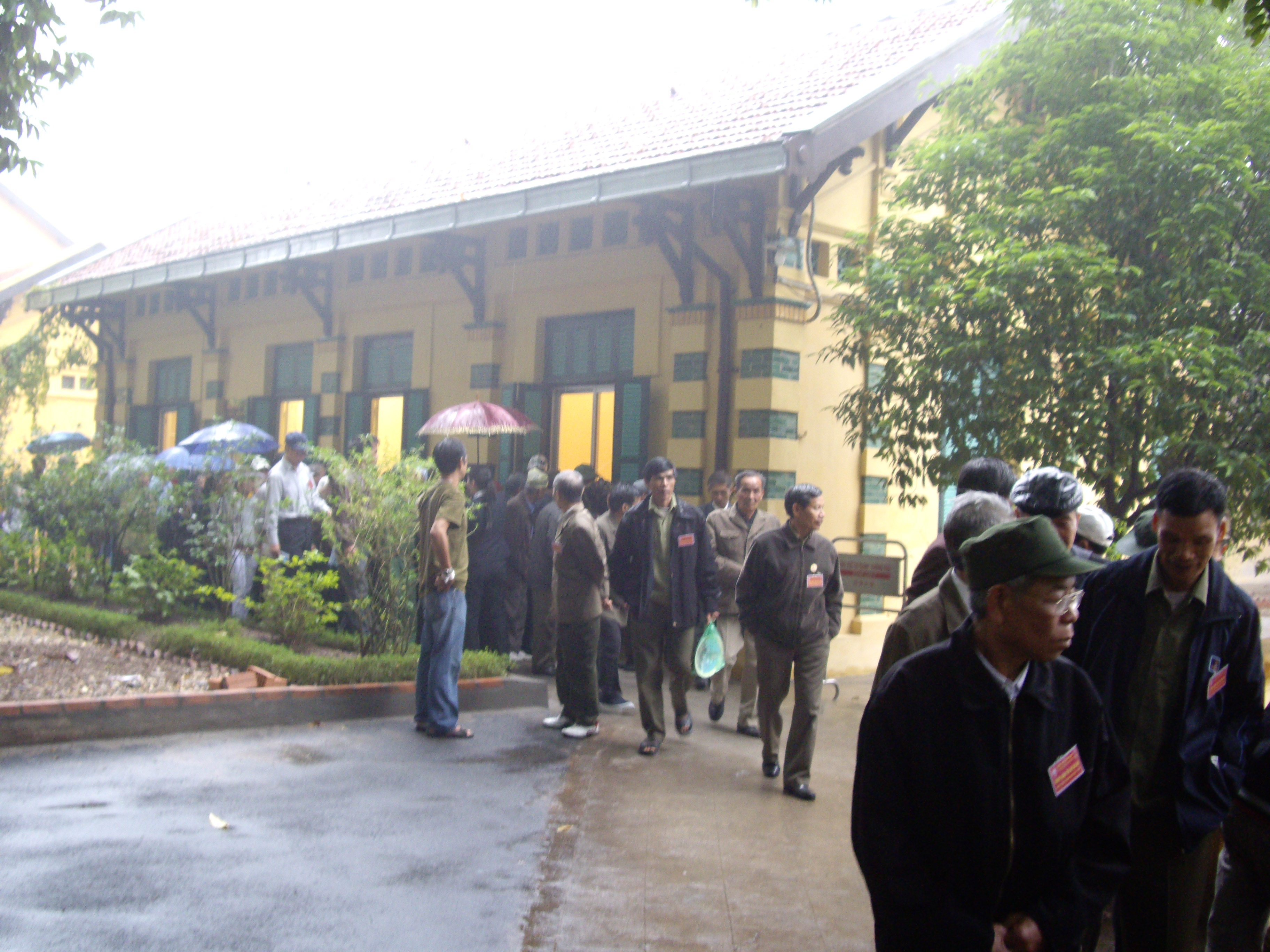
ホー・チ・ミンの家（ベトナム語版）
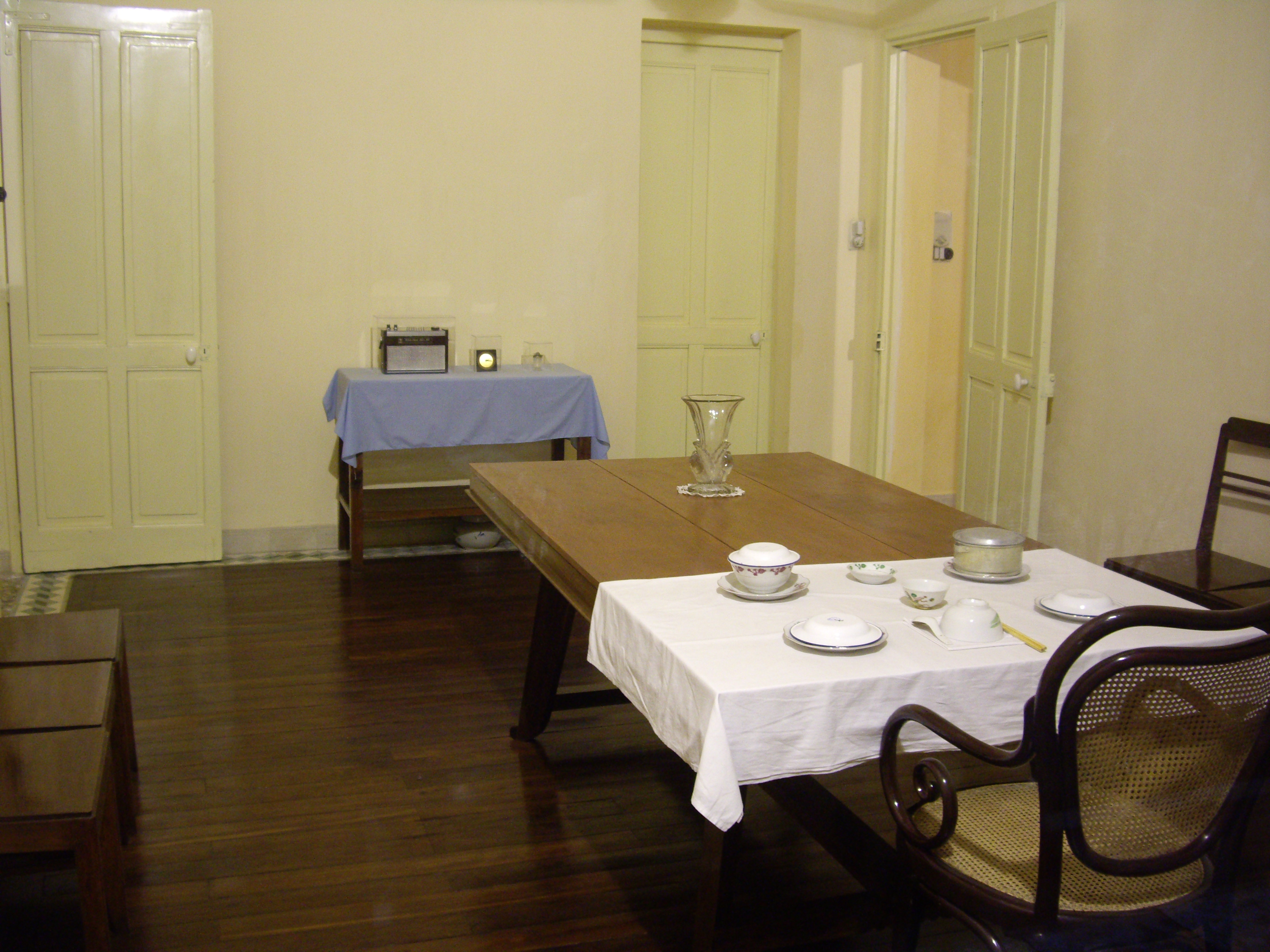
ホー・チ・ミンの家内の食堂
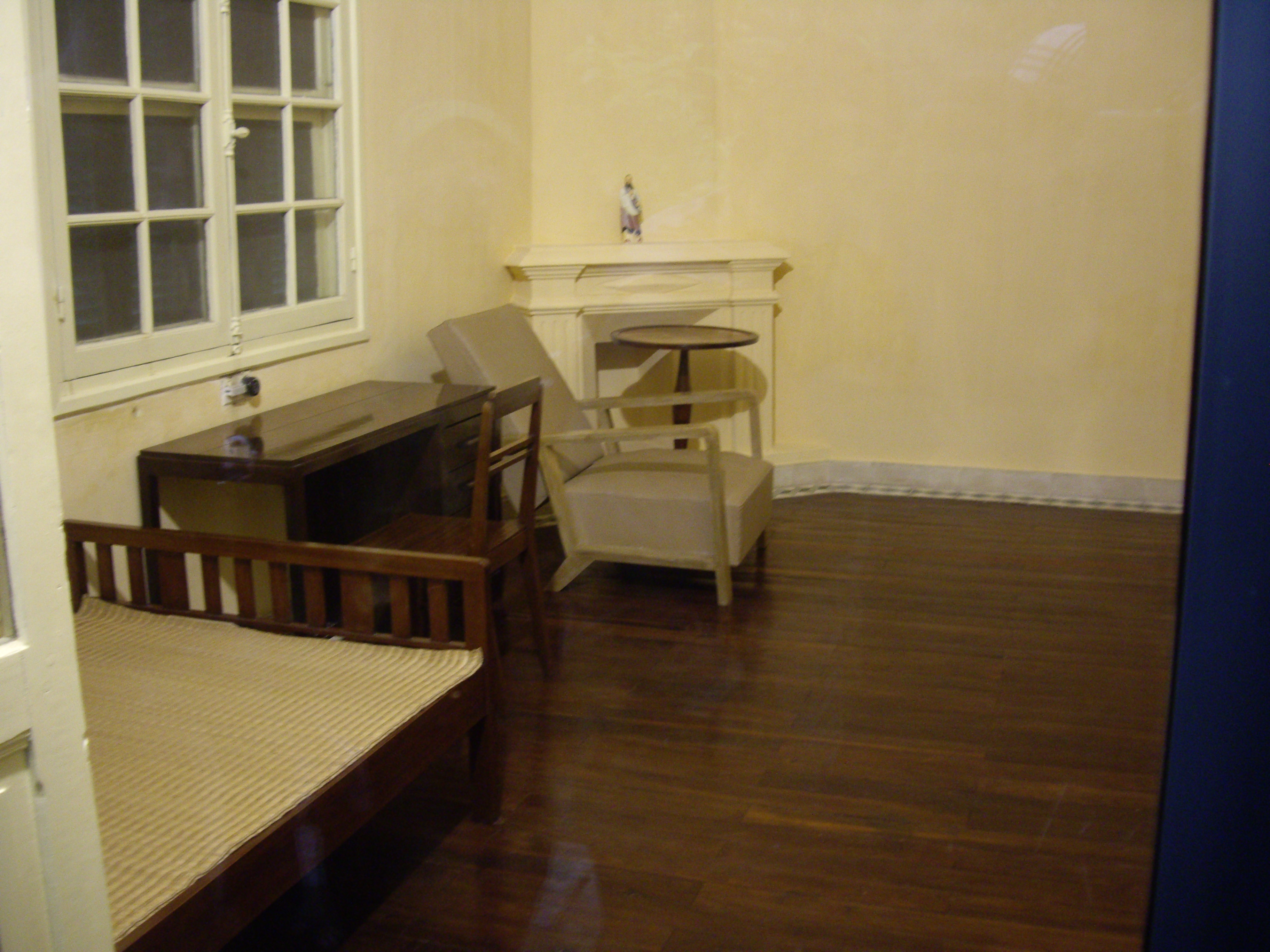
ホー・チ・ミン家内の寝室